# (6052) Junichi
(6052) Junichi est un astéroïde de la ceinture principale.

## Description
(6052) Junichi est un astéroïde de la ceinture principale. Il fut découvert le 9 février 1992 à Kitami par Kin Endate et Kazuro Watanabe. Il présente une orbite caractérisée par un demi-grand axe de 3,25 UA, une excentricité de 0,05 et une inclinaison de 21,8° par rapport à l'écliptique.

## Compléments